# Gabsheim
Gabsheim là một đô thị thuộc huyện Alzey-Worms, bang Rheinland-Pfalz, nước Đức. Đô thị Gabsheim có diện tích 8,1 km².